# Rulez
Rulez è un termine americano slang che viene usato per elogiare o per esprimere preferenza o approvazione per qualcuno o qualcosa.
(Isaac Brock, Modest Mouse, su Spin)
Grafia volutamente scorretta di rules (terza persona singolare presente del verbo to rule che significa "governare", "dettare le regole", "dominare"; in italiano può essere infatti usata la parola "regna"), consolidatasi nello slang inglese americano più recente, viene utilizzata nel linguaggio informale (nell'ambito della cultura hip-hop, ad esempio) anche come interiezione oltre che come forma verbale.
Nel linguaggio giovanile se segue un nome proprio è usato come 'il dominatore'.
Il dizionario di Merriam-Webster classifica "rulez" come una delle forme del verbo to rule, ovvero come "termine generalizzato di elogio o di approvazione".
Il termine contrario è sucks, o "sux", che nel gergo presenta, specularmente, le stesse possibilità d'uso, sia come esclamazione che come verbo.
In Italia il termine si è diffuso parallelamente alla diffusione di Internet. È frequente trovarlo anche nelle forme italianizzate di rullare e meno spesso rulezzare.